# Teucrium ajugaceum
Teucrium ajugaceum é uma espécie de planta da família Lamiaceae. A espécie é endémica de Queensland. Pensou-se que ela estivesse extinta, por muitos anos, até que foi descoberta em Cape York, entre Cooktown e o rio Lockhart, em Maio de 2004. Antes disto, a espécie não foi mais vista desde 1891.